# Фарфанянка (заповідне урочище)
Фарфанянка — заповідне урочище місцевого значення в Україні. Об'єкт розташований на території Надвірнянського району Івано-Франківської області. 
Площа 8,2 га. Статус надано згідно з рішенням облвиконкому від 19.07.1988 року № 128. Перебуває у віданні ДП «Надвірнянський лісгосп» (Довбушанське л-во кв. 15, вид. 12, 13, 21, 24). 